# Courteney Cox
Pour les articles homonymes, voir Cox.
Courteney Cox [ˈkɔɹtni kɑks], née le 15 juin 1964 à Birmingham (Alabama), est une actrice, productrice et réalisatrice américaine.
Tout d'abord connue pour sa participation à la série Superminds (1985-1986), elle apparaît dans son premier film Les Maîtres de l'univers en 1987. C'est cependant grâce à son rôle de Monica Geller dans la série télévisée à succès Friends (1994-2004), qu'elle est révélée mondialement. Elle confirme ensuite avec le rôle de Jules Cobb dans la série tragi-comique Cougar Town (2009-2015) qui lui vaut une nomination au Golden Globe de la meilleure actrice dans une série télévisée musicale ou comique.
Au cinéma, elle est notamment célèbre pour avoir incarné la journaliste Gale Weathers, dans la série de films d'horreur Scream de Wes Craven.
Elle possède sa propre société de production, Coquette Productions, créée par elle-même et son mari de l'époque, David Arquette.

## Biographie

### Jeunesse et formation
Courteney Cox est la fille de l'homme d'affaires Richard Lewis Cox. Benjamine d'une famille de quatre enfants (deux sœurs aînées, Virginie et Dottie et un frère aîné Richard Jr.), elle connaît une enfance où l'on se moque de son nom de famille à l'école et ses parents se disputent tous les soirs ; depuis Courteney Cox n'aime pas entendre parler de la famille.
À 18 ans, son diplôme de fin d'études en poche, elle quitte le nid familial de l'Alabama pour New York. Passionnée par la décoration et l'aménagement d'intérieurs, elle se lance dans des études d'architecture qu'elle abandonne au bout d'un an.
Sur les conseils de son cousin (par alliance) Stewart Copeland, elle se présente à la célèbre agence de mannequins Ford où elle est immédiatement engagée. Elle n'a alors que 19 ans et elle tourne de nombreux spots publicitaires.

### Débuts et révélation comique

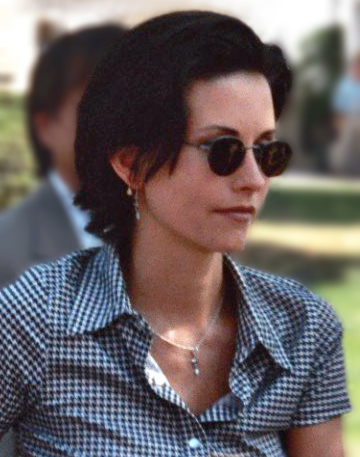
Courteney Cox, lors d'une rencontre avec les fans, au moment des Emmy Awards 1995.

Courteney Cox apparaît pour la première fois à l'écran en 1984 dans le vidéo-clip de la chanson Dancing in the Dark de Bruce Springsteen, réalisé par Brian De Palma. Elle joue ensuite dans plusieurs séries telles que Arabesque ou La croisière s'amuse. On la voit également dans plusieurs spots publicitaires.
En 1985, elle joue dans la série Superminds en incarnant le personnage de Gloria Dinallo dotée de pouvoirs de télékinésie, éphémère série de dix-sept épisodes.
En 1994, après avoir secondé l'acteur Jim Carrey dans la comédie à succès, Ace Ventura, détective chiens et chats, elle décroche le rôle de Monica Geller dans la série télévisée Friends et incarne ce personnage pendant dix ans. Initialement, l'actrice postule pour le rôle de Rachel Green, finalement attribué à sa future partenaire et amie, Jennifer Aniston. La série est un succès critique et public. L'actrice est récompensée par le Golden Apple Awards de la révélation féminine mais aussi le People's Choice Awards de l'actrice préférée et remporte, avec ses collègues, le prestigieux Screen Actors Guild Award de la meilleure distribution pour une série télévisée comique.
En 2005, selon le livre Guinness des records, elle devient l'actrice de télévision la mieux payée de tous les temps, avec un salaire d'un million de dollars par épisode, durant les deux dernières saisons de ce show, aujourd'hui considéré comme culte.

### Progression au cinéma et virage dramatique
Au cinéma, entre des tournages de Friends, elle est choisie pour jouer dans la série de films Scream qui connaît alors un franc succès auprès du public. Le premier volet sort aux États-Unis en décembre 1996, elle y joue le rôle de Gale Weathers aux côtés de Neve Campbell, Matthew Lillard, Skeet Ulrich, Rose McGowan, Jamie Kennedy et rencontre celui qui sera son futur mari, David Arquette. La franchise naît et Courteney Cox en est l'un des piliers. Son personnage est une journaliste acharnée, assoiffée de scoops et égoïste. Considéré comme son plus grand rôle au cinéma, il lui permet également de bénéficier des faveurs de la critique.
En 1998, elle est citée pour le Blockbuster Entertainment Awards de la meilleure actrice dans un film d'horreur pour Scream 2. En 2001, elle est de nouveau nommée pour ce même prix, grâce à Scream 3 et remporte le Teen Choice Awards de la meilleure alchimie dans un film, un prix qu'elle partage avec son mari David Arquette. La même année, elle produit et joue dans la comédie romantique Amours sous thérapie.
Elle a également joué dans une multitude de films dont la plupart ne sont pas sortis en France tels Get well soon, l’échec critique Destination : Graceland ou Commandements. En 2003, elle crée et produit Mix It Up, une émission qui aide des inconnus à décorer leur foyer avec goût et harmonie.
Après la conclusion de la série qui l'a révélée au grand public, l'actrice est initialement engagée par le producteur Marc Cherry pour le rôle principal de Susan Mayer dans la série télévisée Desperate Housewives. Mais elle est indisponible en raison de sa grossesse et le rôle est finalement donné à Teri Hatcher.
En 2006, elle prête sa voix à la vache Daisy dans la version originale du film d'animation La Ferme en folie. Elle est aussi à l'affiche de la comédie familiale de science fiction, Zoom : L'Académie des super-héros, mais c'est un échec critique.
En janvier 2007, elle parvient finalement à signer avec le réseau ABC et revient au petit écran pour la série télévisée Dirt, dans le rôle d'une rédactrice en chef de journaux à scandales, prête à tout pour arracher un scoop. Elle officie en tant que productrice dans cette série au succès éphémère, malgré de belles audiences à ses débuts . En effet, la deuxième saison est un échec et la série s'arrête en 2008. Elle participe brièvement à trois épisodes de Scrubs où elle joue le rôle du Dr Taylor Maddox, la nouvelle directrice de l'hôpital.
Au cinéma, elle joue dans le blockbuster fantastique Histoires enchantées avec Adam Sandler et Keri Russell, qui rencontre un franc succès au box office mondial.

### Retour comique et passage à la production
Entre 2009 et 2015, grâce à Bill Lawrence, Courteney Cox incarne Jules Cobb, le personnage central de Cougar Town, une sitcom créée par Bill Lawrence, durant six saisons diffusées sur ABC, puis sur TBS aux États-Unis.
La série suit le quotidien mouvementé de Jules, une femme de 40 ans récemment divorcée. Moins soutenue que The Middle ou encore Modern Family, cette série lui permet néanmoins de décrocher sa première nomination au Golden Globe de la meilleure actrice dans une série télévisée musicale ou comique ainsi qu'une autre pour le Critics' Choice Television Awards et quatre citations au People's Choice Awards de l'actrice préférée dans une série télévisée comique.

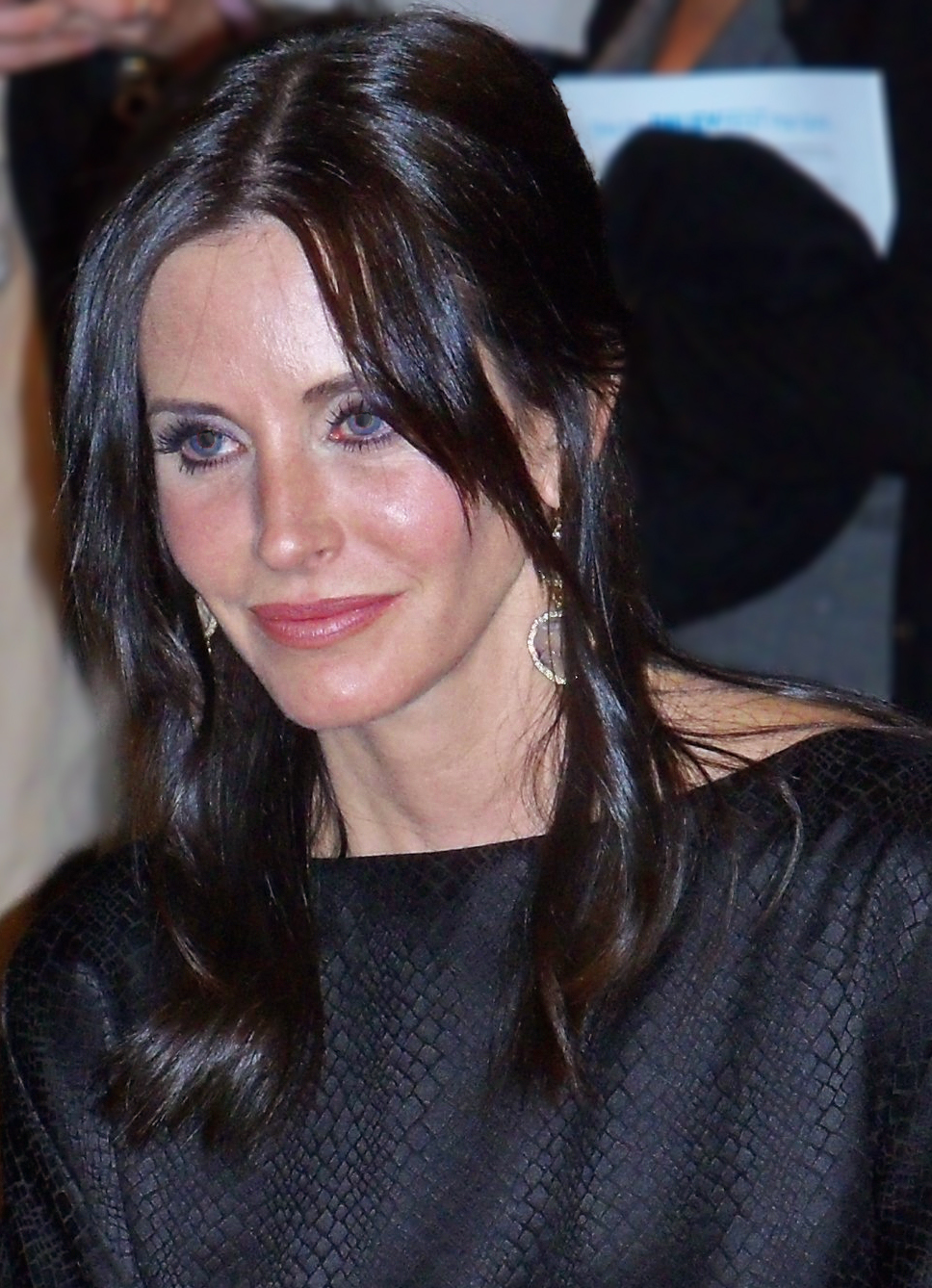
Courteney Cox, au PaleyFest 2010, pour la série télévisée Cougar Town.

Fidèle à ses anciens collègues de Friends, elle invite Jennifer Aniston dans Dirt, puis Cougar Town et apparaît dans la série de Lisa Kudrow, Web Therapy en 2009. Enfin, elle donne la réplique à Matthew Perry dans un épisode de Cougar Town, puis dans l'éphémère sitcom de ce dernier, Go On, en 2013.
En 2011, elle retrouve son rôle de Gale Weathers pour le slasher Scream 4, toujours réalisé par Wes Craven, et avec Kevin Williamson qui revient cette fois à l'écriture. Ce quatrième chapitre fut assez favorablement accueilli par les critiques, bien qu'il réalisa les plus faibles scores d'entrées de toute la franchise.
En 2012, elle produit et réalise le téléfilm dramatique Liaisons interdites, basé sur une histoire vraie et diffusé sur le réseau Lifetime. Cette fiction, dont la vedette est Garret Dillahunt, a été suivie par 1,493 million de téléspectateurs lors de sa première diffusion, un bon score pour cette chaîne.
En 2014, elle réalise la comédie dramatique Just Before I Go, elle retrouve Garret Dillahunt ainsi que les acteurs Seann William Scott, Olivia Thirlby et Kate Walsh. À partir de cette année, elle produit l'émission de télévision Celebrity Name Game, diffusée jusqu'en 2017 et annulée au bout de trois saisons.
Entre 2014 et 2016, elle joue les guest star pour deux épisodes de la série télévisée Drunk History. Et elle produit un téléfilm Charity Chase dans lequel elle s'octroie un rôle.
En 2018, elle incarne Jen Wagner, une star alcoolique, dans la série comique Shameless US. Deux ans plus tard, c'est dans Modern Family qu'elle apparaît en tant que guest-star en jouant son propre rôle aux côtés de David Beckham.̩
Puis, elle produit et présente sa propre émission sur Facebook Watch, 9 Months With Courteney Cox.
En 2022, elle tient l'un des principaux rôles de la série Shining Vale qui alterne entre comédie et horreur

## Vie privée
Courteney Cox a vécu pendant trois ans avec Ian Copeland (en), un promoteur de la musique d'avant-garde de quinze ans son aîné, dans les années 1980. Elle a ensuite été en couple avec le scénariste Paul Brown de 1987 à 1989,, puis avec l'acteur Michael Keaton de 1989 à 1995,.
En 1997, elle commence à fréquenter l'acteur David Arquette — rencontré sur le tournage du film Scream l'année précédente. Après s'être fiancés en septembre 1998, ils se marient le 12 juin 1999. Le 13 juin 2004, elle donne naissance à leur premier enfant, une fille prénommée Coco Riley Arquette, dont l'actrice et amie proche de Courteney, Jennifer Aniston, est la marraine. Le 11 octobre 2010, le couple annonce sa séparation, au bout de treize ans de vie commune et onze ans de mariage. Leur divorce est prononcé en juin 2012,.
L'actrice révèle lors d'une entrevue avec le magazine People en 2004 avoir subi, avant la naissance de Coco, une série de fausses couches consécutives : « Je tombe assez facilement enceinte, mais j'ai du mal à les garder. Je me souviens d'une fois où je venais de faire une fausse couche alors que le personnage de Rachel devait accoucher. […] C'était très dur de réussir à être drôle ».
Elle rencontre l'acteur et mannequin Brian Van Holt, avec qui elle est en relation de décembre 2012 à octobre 2013,.  En novembre 2013, elle est en couple avec le musicien irlandais Johnny McDaid, membre du groupe Snow Patrol,. Le 26 juin 2014, Courteney Cox annonce leurs fiançailles, au bout de sept mois de relation,.

## Filmographie

### Cinéma

#### Longs métrages
- 1987 : Les Maîtres de l'univers de Gary Goddard : Julie Winston
- 1987 : Le trésor de San Lucas (Down twisted) d'Albert Pyun : Tarah
- 1988 : Cocoon, le retour de Daniel Petrie : Sara
- 1990 : Monsieur Destinée de James Orr : Jewel Jagger
- 1990 : Shaking the tree de Duane Clark : Kathleen
- 1991 : Blue Desert de Bradley Battersby : Lisa Roberts
- 1992 : The opposite sex and how to live with them de Matthew Meshekoff : Carrie Davenport
- 1994 : Ace Ventura, détective chiens et chats de Tom Shadyac : Melissa Robinson
- 1994 : Y a-t-il un flic pour sauver Hollywood ? : Caméo lors de la remise des oscars
- 1996 : Scream de Wes Craven : Gale Weathers
- 1997 : Commandements de Daniel Taplitz : Rachel Luce
- 1997 : Scream 2 de Wes Craven : Gale Weathers
- 1999 : The Runner de Ron Moler : Karina
- 2000 : Scream 3 de Wes Craven : Gale Weathers
- 2001 : Amours sous thérapie de Richard Benjamin : Samantha Crumb - également productrice exécutive -
- 2001 : Get well soon de Justin McCarthy : Lily
- 2001 : Destination : Graceland de Demian Lichtenstein : Cybil Waingrow
- 2004 : November de Greg Harrison : Sophie
- 2005 : Mi-temps au mitard de Peter Segal : Lena, la petite amie de Paul Crewe - non créditée -
- 2006 : Tripper de David Arquette : Cynthia - également productrice -
- 2006 : Zoom : L'Académie des super-héros de Peter Hewitt : Marsha
- 2007 : La Ferme en folie de Steve Oedekerk : La vache Aby (voix)
- 2008 : Histoires enchantées d'Adam Shankman : Wendy
- 2011 : Scream 4 de Wes Craven : Gale Weathers Riley
- 2016 : Mothers and Daughters de Paul Duddridge, Nigel Levy : Beth
- 2022 : Scream de Tyler Gillett et Matt Bettinelli-Olpin : Gale Weathers
- 2023 : Scream 6 (Scream VI) de Tyler Gillett et Matt Bettinelli-Olpin : Gale Weathers
- 2026 : Scream 7 de Kevin Williamson : Gale Weathers

#### Courts métrages
- 2008 : Alien Love Triangle de Danny Boyle : Alice
- 2008 : The Monday Before Thanksgiving d'elle-même : Cece - également scénariste -

### Télévision

#### Séries télévisées
- 1984 : As the World Turn : Bunny (épisode 5000)
- 1985 : Code Name: Foxfire : Une passagère (saison 1, épisode 1)
- 1985 : La croisière s'amuse : Carol (saison 9, épisode 11)
- 1985 : Superminds : Gloria Dinallo (saison 1, 16 épisodes)
- 1986 : Arabesque : Carol Bannister (saison 3, épisodes 1 et 2)
- 1987 : Sacrée Famille de Gary David Goldberg : Lauren Miller (saison 6 et 7 - 19 épisodes)
- 1989 : Le Secret de Château Valmont de Charles Jarrott : Marie-Frederique « Freddy » de Lancel (2 épisodes)
- 1991 : Morton & Hayes : Princess Lucy (saison 1, épisode 4)
- 1992 : Dream On : Alisha (saison 3, épisode 10)
- 1993 : The Trouble with Larry : Gabriella Easden (saison 1, 7 épisodes)
- 1994 : Seinfeld de Larry David et Jerry Seinfeld : Meryl (saison 5, épisode 17)
- 1995 : The Larry Sanders Show : elle-même (saison 4, épisode 13)
- 1999 : Happily Ever After: Fairy Tales for Every Child : Emerald Salt Pork (voix, saison 3, épisode 1)
- 2000 : WCW Monday Nitro : elle-même (saison 5, épisode 33)
- 1994-2004 : Friends de David Crane et Marta Kauffman : Monica Geller-Bing (saison 1 à 10 - 236 épisodes)
- 2007-2008 : Dirt : Lucy Spiller (rôle principal et productrice des 20 épisodes)
- 2009 : Scrubs de Bill Lawrence : Dr Taylor Maddox (saison 8, épisodes 1, 2 et 3)
- 2009-2011 : Web Therapy de Lisa Kudrow et Don Roos : Serena DuVall (saison 1, épisode 8 - saison 2, épisodes 7, 8 et 9)
- 2009-2015 : Cougar Town de Kevin Biegel et Bill Lawrence : Jules Cobb (rôle principal - 102 épisodes, productrice exécutive de 101 épisodes)
- 2011 : Private Practice : Une patiente du Dr. Reilly (saison 5, épisode 5) -non créditée-
- 2013 : Go On : Jessica Beaumaster (saison 1, épisode 20)
- 2015 : Barely Famous : elle-même (saison 1, épisode 3)
- 2014-2016 : Drunk History : Edith Wilson (saison 2, épisode 10 et saison 4, épisode 7)
- 2018 : Shameless : Jen Wagner (saison 9, épisode 6)
- 2020 : Modern Family : elle-même (saison 11, épisode 10)
- 2022 : Shining Vale : Patricia « Pat » Phelps

#### Téléfilms
- 1986 : Sylvan in Paradise de Terry Hughes : Lucy Apple
- 1987 : Touristes en délire de Bob Sweeney : Hana Wyshocki
- 1988 : I'll Be Home for Christmas de Marvin J. Chomsky : Nora Bundy
- 1989 : L'amour ruiné de Richard A. Colla : Jacquie Kimberly
- 1990 : Curiosity Kills de Colin Bucksey : Gwen
- 1992 : Battling for Baby d'Art Wolff : Katherine
- 1995 : Portrait dans la nuit de Jack Sholder : Emmy
- 2012 : Liaisons interdites d'elle-même : Amanda - également productrice -
- 2016 : Charity Case de James Griffiths : Hailey - également productrice exécutive -

#### Clips vidéo
- 1984 : Dancing in the Dark de Bruce Springsteen
- 1996 : A Long December de Counting Crows

### Réalisatrice
- 2008 : The Monday Before Thanksgiving (court métrage) - également scénariste -
- 2012 : Liaisons interdites (téléfilm) - également productrice -
- 2014 : Just Before I Go (film) - également productrice exécutive -

### Productrice
- 2004 : Mix It Up (série télévisée, 4 épisodes)
- 2005 : Dirt Squirrel de David Arquette (téléfilm)
- 2005 : Talk Show Diaries de Sheldon Epps (téléfilm)
- 2005 : The MidNighty News de Michael Dimich (téléfilm)
- 2005-2006 : Daisy Does America (série télévisée, 8 épisodes)
- 2008 : The Butler's in Love de David Arquette (court métrage)
- 2013 : Tripaholics (télé-réalité
- 2014 : Just Before I Go (également réalisatrice)

- 2014-2017 : Celebrity Name Game (émission de télévision, 245 épisodes)
- 2019-2020 : 9 Months with Courteney Cox (émission de télévision, 20 épisodes)

## Distinctions
Sauf indication contraire ou complémentaire, les informations mentionnées dans cette section proviennent de la base de données IMDb.

### Récompenses
- Golden Apple Awards 1995 : Prix de la révélation féminine de l'année pour Friends
- People's Choice Awards 1995 : Prix de l'actrice préférée dans une nouvelle série télévisée pour Friends
- Screen Actors Guild Awards 1996 : meilleure distribution pour une série télévisée comique pour Friends
- Fangoria Chainsaw Award 1998 : meilleure actrice dans un second rôle pour Scream 2
- Teen Choice Awards 2000 : Prix de la meilleure alchimie dans un film pour Scream 3, prix partagé avec David Arquette
- TV Guide Award (en) 2000 : Prix de la meilleure distribution pour Friends
- Gold Derby Awards 2010 : Prix de la meilleure actrice dans une série télévisée comique pour Cougar Town
- Women's Image Network Awards 2010 : Lifetime Achievement Honoree

## Voix francophones
En version française, Courtney Cox est dans un premier temps doublée par Anne Rondeleux dans  Le Secret de Château Valmont et Ace Ventura, détective pour chiens et chats ainsi que par Brigitte Berges dans Les Maîtres de l'Univers, Marie Vincent dans Superminds, Véronique Augereau dans Cocoon, le retour et Déborah Perret dans The Opposite Sex and How to Live with Them.
À partir de 1994 et la série Friends, Maïk Darah est devenue sa voix régulière et la retrouve notamment dans Commandements, Mi-temps au mitard, Zoom : L'Académie des super-héros, Dirt, Histoires enchantées, Scrubs, Cougar Town, Liaisons interdites ou encore Go On. En parallèle, elle est doublée entre 1996 et 2022 par Céline Monsarrat dans  la série de films Scream, ainsi qu'à titre exceptionnel par Ivana Coppola dans Destination: Graceland en 2001, par Laurence Charpentier dans Shameless en 2018, et Louise Lemoine Torrès dans Shining Vale en 2022.
En version québécoise, elle est notamment doublée par Anne Bédard qui est sa voix dans Ace Ventura mène l'enquête, la série de films Frissons, Otage du jeu, 3000 Milles de Graceland et Histoires enchantées. Elle est également doublée par Claudie Verdant dans Monsieur Destin.